# Rhys Coiro
John Rhys Coiro (ur. 12 marca 1979 w Santo Stefano in Aspromonte) – amerykański aktor.

## Życiorys
Urodził się w Santo Stefano in Aspromonte w regionie Kalabria jako syn Ann Baynes Coiro i Davida Coiro. Jego rodzina miała pochodzenie włoskie i irlandzkie. Wychowywał się w Princeton w New Jersey. W 2002 ukończył szkołę aktorską przy Carnegie Mellon University w Pittsburghu w Pensylwanii. 
W 2002 debiutował na Broadwayu w roli gońca hotelowego Eddiego w komedii Kolacja o ósmej u boku Kevina Conwaya. Jego rola Billa Walsha wraz z obsadą serialu HBO Ekipa (Entourage, 2004–2007) była nominowana do nagrody Screen Actors Guild. W serialu ABC Brzydula Betty (Ugly Betty, 2006) został obsadzony w roli Vincenta Bianchi. W 2008 wystąpił jako Jack w produkcji off–broadwayowskiej Chłopięcy świat z Jasonem Biggsem. 

## Filmografia
Filmy
- 2003: Making Revolution jako włoski aktywista
- 2007: Maminsynek jako turysta
- 2009: Nienarodzony jako Pan Shields
- 2010: 30 dni mroku: Czas ciemności jako Paul
- 2010: MacGruber jako Yerik Novikov
- 2011: Nędzne psy jako Norman
- 2011: Zróbmy sobie orgię jako Marcus
- 2012: Nie ma lekko (L!fe Happens) jako Marc
- 2015: Ekipa jako Billy Walsh
- 2018: Gotti jako Rudy Pipes

Seriale
- 2003: Jeden na jeden (One on One) jako Zorbo Vishanisavik
- 2004–2007: Ekipa (Entourage) jako Billy Walsh
- 2005: CSI: Kryminalne zagadki Miami jako Diablo
- 2005: CSI: Kryminalne zagadki Nowego Jorku jako Razor
- 2005: Sześć stóp pod ziemią (Six Feet Under) jako Wolf
- 2006: Brzydula Betty (Ugly Betty) jako Vincent Bianchi
- 2007: CSI: Kryminalne zagadki Las Vegas jako adwokat Reverenda
- 2007: Tell Me You Love Me jako Jaime's Rebound
- 2007: Zabójcze umysły (Criminal Minds) jako Ethan
- 2007: Wzór (Numb3rs) jako Ricky Jones
- 2007: Raines jako Eddie
- 2009: 24 godziny (24) jako agent FBI Sean Hillinger
- 2010: Tożsamość szpiega (Burn Notice) jako Vince Cutler
- 2010: Gra pozorów (Dark Blue) jako Victor
- 2010: Hawaii Five-0 jako Bradford Matinsky
- 2011: A Gifted Man jako dr Zeke Barnes
- 2012: Impersonalni jako Jordan Hester
- 2013: Longmire jako Bill Norquist
- 2013: Hostages: Zakładnicy jako Kramer Delaney
- 2013: Dexter jako Andrew Briggs
- 2014: Lilyhammer jako Tommy
- 2015: Graceland jako Ari Adamian
- 2017: Cioteczka Mick (The Mick) jako Ip deLuca
- 2017: Ray Donovan jako Rob Heard
- 2018: Unsolved jako